# Whoia variabilis
Whoia variabilis är en kräftdjursart som beskrevs av Robert Raymond Hessler 1970. Whoia variabilis ingår i släktet Whoia och familjen Desmosomatidae. Inga underarter finns listade i Catalogue of Life.